# Evinrude (film)
Evinrude è un film muto del 1914 diretto da Stellan Rye, interpretato da Paul Wegener, Grete Berger e Lyda Salmonova.

## Produzione
Il film fu prodotto dalla Deutsche Bioscop (fr.:Greenb) (s.a. Biosc) <DtBios> (Deutschland), No. 1509 e venne girato nei Bioscop-Atelier di Neubabelsberg, a Potsdam.

## Distribuzione
Uscì nelle sale cinematografiche tedesche il 21 febbraio 1914. Non si conoscono copie della pellicola ancora esistente e il film viene considerato presumibilmente perduto.